# Giant’s (Automarke)
Giant’s war eine brasilianische Automarke.

## Markengeschichte
Ein Unternehmen aus Duque de Caxias begann in den 1980er Jahren mit der Produktion von Automobilen. Der Markenname lautete Giant’s. In den 1990er Jahren endete die Produktion. Die Fahrzeuge waren preisgünstig und erfolgreich am Markt.

## Fahrzeuge
Im Angebot standen zwei VW-Buggies. Beide hatten eine offene türlose viersitzige Karosserie aus Fiberglas. Hinter den Vordersitzen befand sich eine Überrollvorrichtung. Der luftgekühlte Vierzylinder-Boxermotor stammte von Volkswagen do Brasil.
Ein Modell war konventionell gestaltet und hatte sowohl vier runde Scheinwerfer als auch vier runde Rückleuchten. Es ähnelte einem Modell von Beach Buggies e Lanchas.
Das zweite Modell wurde nur kurze Zeit hergestellt und war von einem Modell von Spoiler Indústria e Comércio de Veículos inspiriert. Es hatte eckige Scheinwerfer und einen auffallend großen vorderen Überhang.